# Otites trimaculata
Otites trimaculata är en tvåvingeart som först beskrevs av Friedrich Hermann Loew 1847.  Otites trimaculata ingår i släktet Otites och familjen fläckflugor. Inga underarter finns listade i Catalogue of Life.